# 뉴 슈퍼 마리오브라더스 Wii
《뉴 슈퍼 마리오 브라더스 Wii》(New Super Mario Bros. Wii)는 닌텐도가 개발한 Wii용 액션 게임 소프트웨어이다. 대한민국에서는 2010년 8월 7일에 블랙 Wii와 함께 발매되었다.

## 개요
2D의 배경에 3D 그래픽을 이용하여 2.5D의 효과를 내는 액션 게임으로, 마리오의 캐릭터들이 모험하는 내용을 다룬다. 컨트롤러로는 Wii 리모컨 또는 눈차크로 사용한다.

## 줄거리
마리오, 루이지, 노랑 키노피오, 파랑 키노피오가 피치 공주의 생일을 축하하는 파티를 열었다. 그 때, 거대한 케이크 하나가 성 안에 들어왔고, 그 안에서 쿠파주니어와 부하들이 튀어나와 피치 공주를 납치해 가자 마리오와 루이지, 키노피오들이 피치공주를 구하러 가는 배경이다.

## 아이템
이전 작품인 《뉴 슈퍼 마리오브라더스》에서 나왔던 거대버섯과 파란 등껍질이 삭제되었다. 또한 아이템 저장 기능이 전작이나 슈퍼 마리오 월드와 같이 아이템 하나만을 저장하고 필드에서 불러오는 방식이 아닌 《슈퍼 마리오브라더스 3》과 같이 키노피오의 집에서 얻은 아이템이 중복되어 저장되며 월드 맵에서 아이템을 사용하는 것으로 회귀하였다. 즉, 전작이나 슈퍼 마리오 월드에서 게임 플레이 중 얻은 아이템이 중첩되면 중첩된 아이템을 저장하는 시스템이 사라졌다.
- 슈퍼버섯

플레이어의 키를 2배로 늘려주고 벽돌을 격파할 수 있다. 중복이 불가하다.
- 파이어플라워

플레이어가 불을 쏘아 적을 제압할 수 있게 해준다.
- 프로펠러버섯

플레이어가 프로펠러를 사용하여 하늘 높이 떴다가 천천히 떨어질 수 있게 해준다. 프로팰러를 이용해 떠 있는 상태에서 급속하강도 가능하다.
- 아이스플라워

눈덩이를 쏴 적을 얼릴 수 있다. 얼린 적들은 움직이지 않고 이렇게 얼려져 있는 상태에는 얼린 적을 잡아 던져 앞에 있는 적을 쓰러트릴 수 있다. 단, 일정 시간이 지나면 적들이 부르르 떨면서 풀려난다.
- 펭귄슈트

배로 미끄럼을 탈 수 있고 수영 속도가 빨라지며, 아이스플라워와 같은 효과가 생긴다.
- 땅콩버섯

플레이어의 크기가 매우 작아져 작은 틈이나 토관에 들어갈수 있게 해준다. 물 위를 대쉬할 수 있고, 점프력이 높아지며, 체공시간이 길어지고, 목소리가 바뀐다. 하지만 이 상태에선 적을 엉덩이 찍기를 이용해 쓰러뜨리지 않는 이상 스타나 미니 굼바가 아니면 쓰러뜨릴 수 없다.
- 스타

제한 시간 동안 플레이어가 무적이 되어 닿은 적들은 모두 쓰러뜨릴 수 있다. 이때 연속으로 적을 쓰러뜨리면 1UP을 한다. 그러나 용암에 빠지거나 낭떠러지로 떨어지면 즉사하며, 시간이 지나면 효과가 사라진다(효과 지속시간은 약 10초다.).
- 1up 버섯

목숨 1개가 추가된다.

## 등장 인물

### 플레이 가능한 캐릭터
- 마리오
- 루이지
- 키노피오 (노랑, 파랑)
- 요시 (위 네 캐릭터가 요시에 탑승하는 구조)

### 적들
- 래리, 로이, 레미, 웬디, 이기, 모톤, 루드윅
- 쿠파
- 쿠파주니어
- 마귀

### 스토리 상 캐릭터
- 피치 공주